# Donovan Promontory
Donovan Promontory är en udde i Antarktis. Den ligger i Östantarktis. Australien gör anspråk på området.
Terrängen inåt land är varierad. Havet är nära Donovan Promontory åt nordväst. Trakten är glest befolkad. Närmaste befolkade plats är Zhongshan Station, 10,6 kilometer öster om Donovan Promontory. 